# Université en Finlande

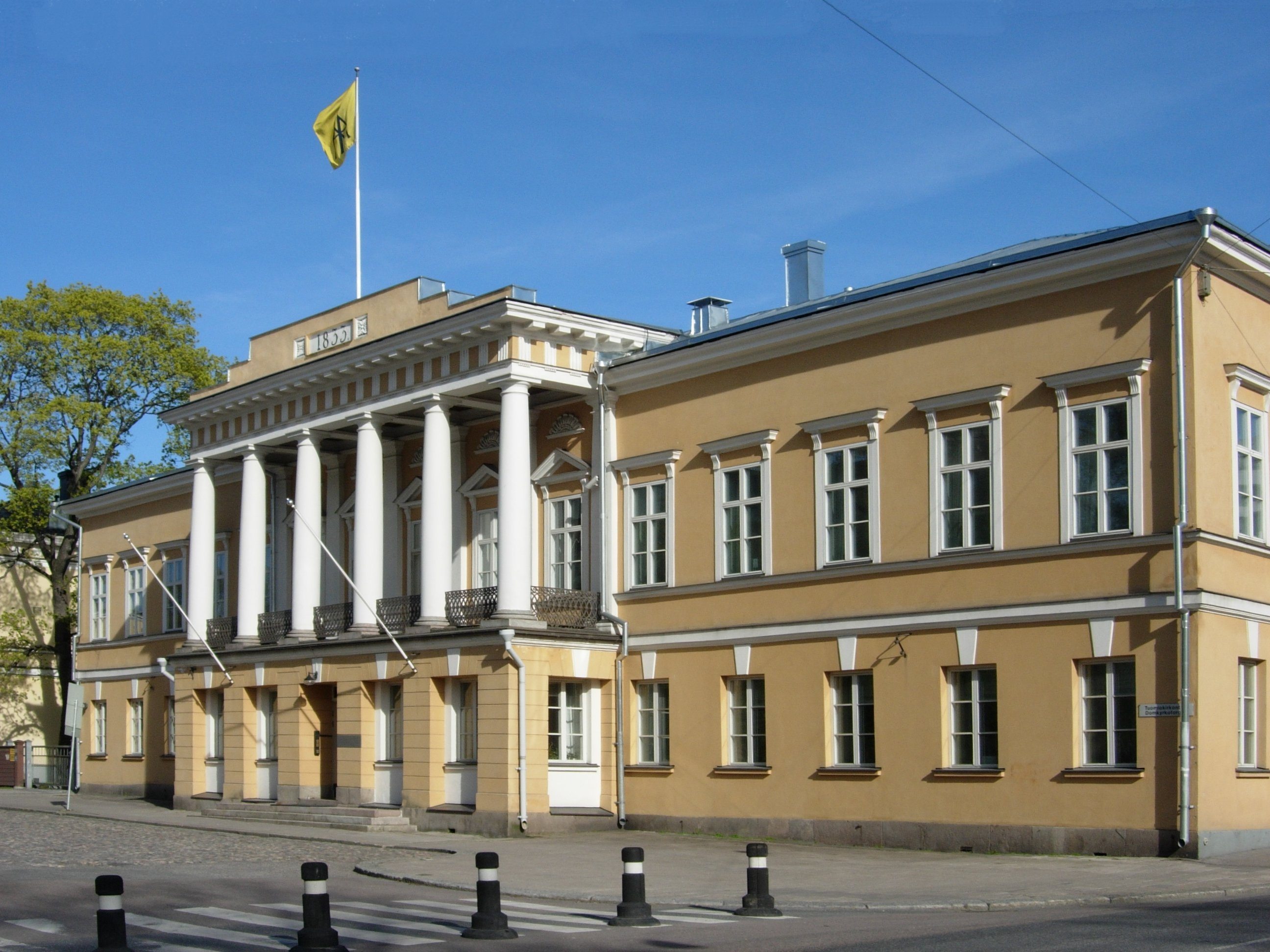
Bâtiment principal de l'académie d'Åbo

Cet article liste les universités de Finlande.

## Universités
La liste des universités finlandaises est définie par la loi en particulier par l'Acte universitaire (Yliopistolaki/Universitetslag, 558/2009). La liste est la suivante:

### Universités multidisciplinaires
| Nom                                | Abréviation | Lieux             | Année fondation |
| Université d'Helsinki              |             | Helsinki          | 1640, 1827      |
| Académie d'Åbo                     |             | Turku             | 1918            |
| Université de Turku                |             | Turku             | 1920            |
| Université de Tampere              |             | Tampere           | 1925            |
| Université de Jyväskylä            |             | Jyväskylä         | 1866, 1934      |
| Université d'Oulu                  |             | Oulu              | 1958            |
| Université de Vaasa                |             | Vaasa             | 1968            |
| Université de Laponie              |             | Rovaniemi         | 1979            |
| Université de l'est de la Finlande |             | Joensuu et Kuopio | 2010            |

### Universités Spécialisées
| Nom                                         | Abréviation | Lieux        | Année fondation |
| Université des arts d'Helsinki              |             | Helsinki     | 1848            |
| Université Aalto                            |             | Helsinki     | 1849, 2010      |
| École de commerce suédoise Handelshögskolan | Hanken      | Helsinki     | 1909            |
| Université technologique de Lappeenranta    | LTY         | Lappeenranta | 1969            |
| Académie Sibelius                           |             | Helsinki     | 1882            |
| École supérieure de théâtre d'Helsinki      |             | Helsinki     | 1979            |
| Université technologique de Tampere         | TTY         | Tampere      | 1972            |

## Universités des Sciences Appliquées
La Finlande a un second système de formation supérieure professionnelle. Ces établissements sont appelés ammattikorkeakoulu ou yrkeshögskola, qui a été traduit par polytechniques et maintenant par universités de sciences appliquées.
Les écoles et les diplômes qu'elles délivrent sont définies par la loi. 
Au 1er janvier 2017, les 25 universités de sciences appliquées sont:
| Nom                                                          | Abréviation | Lieux | Année fondation    |
| Université des sciences appliquées d'Åland                   | HÅ          | Mariehamn, Åland                                                                                                   | 1997 (prov.), 2003 |
| Université des sciences appliquées Arcada                    | Arcada      | Helsinki | 1996 (prov.), 1998 |
| Université des sciences appliquées d'Ostrobothnie centrale   | COU         | Kokkola, Ylivieska, Jakobstad, Haapajärvi                                                                          | 1991, 1995         |
| Université des sciences appliquées Diaconia                  | Diak        | Helsinki, Kauniainen, Turku, Oulu, Pieksämäki, Järvenpää, Pori                                                     | 1996               |
| Université des sciences appliquées HAAGA-HELIA               | HAAGA-HELIA | Helsinki, Porvoo, Heinola,                                                                                         | 2007               |
| Université des sciences appliquées HAMK                      | HAMK        | Hämeenlinna, Forssa, Riihimäki, Tammela, Hattula, Valkeakoski,                                                     |                    |
| Université des sciences appliquées Metropolia                | Metropolia  | Helsinki, Espoo, Vantaa                                                                                            | 2008               |
| Université des sciences appliquées Humak                     | HUMAK       | Helsinki, Kuopio, Joensuu, Haapavesi, Lohja, Nurmijärvi, Tornio, Äänekoski, Joutseno, Jyväskylä, Kauniainen, Turku | 1998 (prov.), 2000 |
| Université des sciences appliquées de Jyväskylä              | JAMK        | Jyväskylä, Saarijärvi                                                                                              | 1994               |
| Université des sciences appliquées de Kajaani                | KAJAK       | Kajaani | 1992 (prov.), 1996 |
| Université des sciences appliquées du sud-est de la Finlande | Xamk        | Mikkeli, Savonlinna, Kotka, Kouvola                                                                                | 2017               |
| Université des sciences appliquées de Lahti                  | LAMK        | Lahti | 1991               |
| Université des sciences appliquées de Laponie                | Lappi AMK   | Kemi, Tornio, Rovaniemi                                                                                            | 2014               |
| Université des sciences appliquées Laurea                    | Laurea      | Espoo, Vantaa, Lohja, Porvoo, Kerava, Hyvinkää                                                                     | 1992               |
| Université des sciences appliquées de Carélie du Nord        | PKAMK       | Joensuu | 1992               |
| Université des sciences appliquées Novia                     | Novia       | Vaasa, Espoo, Ekenäs, Turku, Nykarleby, Jakobstad                                                                  | 2008               |
| Université des sciences appliquées de Oulu                   | OAMK        | Oulu, Oulainen, Raahe                                                                                              | 1992 (prov.), 1996 |
| Université des sciences appliquées de la Police              | Polamk      | Tampere, | 1998               |
| Université des sciences appliquées du Saimaa                 | Saimaan AMK | Lappeenranta, Imatra                                                                                               |                    |
| Université des sciences appliquées du Satakunta              | SAMK        | Pori, Harjavalta, Huittinen, Kankaanpää, Rauma                                                                     |                    |
| Université des sciences appliquées Savonia                   | Savonia     | Kuopio, Iisalmi, Varkaus                                                                                           | 1992 (prov.), 1998 |
| Université des sciences appliquées de Seinäjoki              | SeAMK       | Seinäjoki, Ilmajoki, Kurikka, Kauhajoki, Kauhava, Ähtäri                                                           | 1992 (prov.), 1995 |
| Université des sciences appliquées de Tampere                | TAMK        | Tampere, Ikaalinen, Mänttä-Vilppula, Virrat                                                                        |                    |
| Université des sciences appliquées de Turku                  | Turun AMK   | Turku, Loimaa, Salo, Uusikaupunki                                                                                  |                    |
| Université des sciences appliquées de Vaasa                  | VAMK        | Vaasa | 1996               |